# Opération Bui Clean
Crise anglophone au Cameroun
Batailles
- Batibo
- Menka
- Ekona Mbenge
- Ndop
- Wum
- Nkwen
- Opération Free Bafut
- Opération Bamenda Clean
- Opération Bui Clean
- Bamessing
- Njitapon
- Bambui
- Kumbo

- Ekondo-Titi
- Course de l'espoir
- Nkambé

- Ngarbuh
- Kumba
- Mautu
- Ekondo-Titi
- Obonyi II
- Missong
- Akwaya
- Bakinjaw
- Bamenda
- Egbekaw
- Bamenyam

L'opération Bui Clean, également appelée opération Kumbo Clean ou opération Clean Kumbo, est une offensive militaire menée par l'armée camerounaise contre des groupes séparatistes dans le département du Bui dans la région du Nord-Ouest du Cameroun de mai à juin 2021. Elle se déroule dans le contexte de la crise anglophone au Cameroun.

## Contexte
Après le début de la crise anglophone au Cameroun, les rebelles séparatistes commencent à opérer dans le département du Bui, de la région du Nord-Ouest du Cameroun, dont le chef-lieu est Kumbo. Les séparatistes bénéficient d'un certain avantage dans la région, car son terrain montagneux et ses mauvaises infrastructures rendent difficile leur expulsion par l'armée,. Les groupes rebelles de la région comprenaient les Forces de défense de l'Ambazonie (FDA), les Forces de renseignement de l'Ambazonie, et les Chaussures noires d'Oku. L'officier divisionnaire principal du département du Bui, Harry Lanyuy, affirme que les rebelles perturbaient l'activité économique dans la région et implore l'armée de les chasser. Cependant, de nombreux habitants, y compris des membres de l'élite et du clergé, soutiennent secrètement les insurgés.
En 2020, l'armée tente pour la première fois de chasser les rebelles du département lors de l'opération NgokeBui. Cependant, les séparatistes persistent. Au cours du premier semestre 2021, les rebelles infligent un certain nombre de pertes à l'armée dans la région,. En février et mars, la 5e région militaire interarmées de l'armée, sous le commandement du général de brigade Valère Nka, lance une autre offensive dans le département du Bui, appelée Bui 1. Bien que l'armée déclare que cette opération de huit jours était un succès, Valère Nka annonce directement son plan pour une autre offensive appelée Opération Bui Clean,. À ce stade, les rebelles maintiennent toujours une forte présence dans le Bui. Pendant ce temps, un chef rebelle, le général No Pity, dirige sa milice, les Bambalang Marine Forces, pour augmenter le taux d'attaques contre l'armée. Il est donc devenu une cible prioritaire pour l'armée.

## Déroulement
Le 15 mai 2021, la 5e région militaire interarmées sous Valère Nka lance l'opération, visant à neutraliser les séparatistes dans le département du Bui. L'opération est confiée à 300 soldats de la 51e brigade d'infanterie motorisée, dirigée par le colonel Charles Alain Matiang. Cette fois-ci, l'armée s'efforce d'effectuer un contrôle de sécurité approfondi pour débarrasser Kumbo et toutes les localités environnantes des rebelles. L'armée effectue des ratissages maison par maison, tente de débarrasser les routes des engins explosifs improvisés et recherché les bases des séparatistes dans les montagnes boisées.
Le 25 mai 2021, les insurgés attaquent un avant-poste de l'armée dans l'arrondissement de Noni, tuant cinq soldats et s'emparant d'armes et d'autres équipements.
Au cours de l'offensive, l'armée prend le contrôle d'un certain nombre de repaires séparatistes dans les villages de Kikaikom et de Muluf,. Kikaikom servait de base au commandant séparatiste général Insobu des Bui Warriors ; l'armée affirme avoir tué le bras droit du chef rebelle, le général Thunder. Muluf était associé au militant séparatiste Capo Daniel, député des Forces de défense de l'Ambazonie (FDA), ; les soldats y auraient tué le général Abakwa. En outre, les soldats affirment avoir éliminé un certain nombre de sous-commandants rebelles tels que Bui Stars, Mensah et Tanga. L'armée a également confrontée la milice du Général No Pity ; ce dernier est blessé lors de ces affrontements, mais survit. L'armée progresse jusqu'à Vekovi, Mbiame, Ibal et certaines parties de Nwa dans le département du Donga-Mantung. Les deux camps s'en prennent aux civils et incendient des maisons ; les habitants accusent l'armée  de pillage généralisé et de diverses autres exactions. Le Fon de Nsem fuit son palais face à l'offensive militaire et est ensuite accusé par le colonel Charles Alain Matiang d'être un partisan des séparatistes.
Le 13 juin 2021, à Kumbo, six civils sont tués dans une attaque à l'engin explosif improvisé. Capo Daniel affirme que les victimes se trouvaient à l'intérieur de blindés militaires au moment de l'attaque et que les séparatistes considèrent ces véhicules comme des cibles légitimes. À la mi-juin, l'armée augmente le nombre de soldats impliqués dans l'opération passant de 300 à 400 soldats. Elle lance ensuite la deuxième phase de l'opération, déployant 300 nouveaux soldats dans le département.
L'opération s'achève fin juin 2021. Juste à la fin de l'offensive ou peu après, des séparatistes tendent une embuscade et tuent une douzaine de soldats dans le département du Bui. L'armée admet la mort de quatre soldats, tout en déclarant qu'elle a réussi à réduire la présence des séparatistes et tué au moins sept d'entre eux,. L'armée présente à la presse un butin saisi aux séparatistes comprenant « dix motos, cinq fusils d'assaut de type AK-47, des canons, des amulettes, des gallons de carburant de contrebande, du matériel utilisé pour fabriquer des engins explosifs improvisés ». Dans une interview, l'évêque George Nkuo déclare qu'à sa connaissance, de nombreuses personnes sont tuées de part et d'autre lors de l'opération.

## Conséquences
Diverses milices séparatistes, dont les Bui Warriors et les Bambalang Marine Forces, continuent d'opérer dans le département Bui malgré la victoire revendiquée par les autorités dans le cadre de l'opération Bui Clean. Finalement, les divers groupes d'insurgés du Bui commencent à se battre les uns contre les autres, ce qui entraîne la mort du Général Insobu aux mains du Général No Pity en 2022. Le département du Bui reste le théâtre de combats entre l'armée et les séparatistes.